# Konstanty Mrozowicki
Konstanty Stanisław Mrozowicki herbu Prus III (ur. ok. 1649, zm. 1717) – sekretarz królewski, prezydent Lubelskiego Trybunału Koronnego, ksiądz, administrator sede vacante Archidiecezji Lwowskiej, kanclerz kapituły metropolitalnej, oficjał, wikariusz generalny i archidiakon lwowski, proboszcz buski i rohatyński.

## Życiorys
Syn Jerzego, sekretarza królewskiego i pisarza ziemskiego halickiego oraz Jadwigi Oleśnickiej herbu Radwan, sędzianki bełskiej, urodził się około 1649 roku. Nauki pobierał w Kolegium Jezuickim we Lwowie, gdzie w 1668 roku wydał zbiór tekstów oratoryjnych przeznaczonych dla młodzieży „Messis oratoria e campo Eloquentiae collecta et in usum Poloniae Juventutis proposita anno ... 1668 in Collegio Leopoliensi S. J. scripta a Constantino Stanislao Mrozowicki”.
Wcześnie rozpoczął karierę na dworze królewskim Jana III Sobieskiego i podobnie jak ojciec, w młodym wieku został sekretarzem królewskim, poświęcił się jednak karierze duchownej. Po przyjęciu święceń kapłańskich rychło został członkiem Kapituły Metropolitalnej Lwowskiej i jako jej członek w 1677 roku wziął udział w rokowaniach z władzami miasta Lwowa w sprawie rozliczeń z tytułu wypłaty okupu dla Turków w czasie oblężenia Lwowa w 1672 roku. W 1680 roku w Grodzie Lwowskim darował swojemu bratu, Janowi Franciszkowi swoje części dziedziczne.
Przez około dwadzieścia lat pełnił godność archidiakona, w latach 1679–1686 był również kanclerzem kapituły metropolitarnej lwowskiej. W 1684 roku jako kanclerz kapituły przyjmował Jana III Sobieskiego w Jaworowie, gdy król z Marią Kazimierą rozpoczął swój szczęśliwy przyjazd na Ruś. Wówczas uzyskał u króla asygnację na sól drohobycką. W latach 1681, 1685 i 1886 pełnił funkcję prezydenta Lubelskiego Trybunału Koronnego.
11 lipca 1695 roku obronił wyróżniająco dysertację doktorską z zakresu prawa na Akademii Zamojskiej (dyplom datowany na 14 lipca 1695 roku).
19 stycznia 1686 roku król Jan III Sobieski wydał w Żółkwi przywilej, potwierdzający mianowanie Mrozowickiego na proboszcza w Rohatynie. Od 1688 roku został również prepozytem buskim, które to beneficjum było inkorporowane do archidiakonatu lwowskiego. W latach 1693–1695, po zmarłym Jerzym Giedzińskim, był oficjałem i wikariuszem generalnym archidiecezji lwowskiej. W 1691 roku potwierdził fundację Andrzeja Potockiego, kasztelana krakowskiego i jego żony Anny z Rysińskich na rzecz o.o. Trynitarzy Lwowskich.
Po śmierci arcybiskupa Konstantego Samuela Lipskiego był w okresie od 28 czerwca 1698 roku do 21 czerwca 1700 roku administratorem archidiecezji lwowskiej sede vacante. W sierpniu 1698 roku podejmował w archikatedrze króla Augusta II Mocnego w czasie jego jedynego pobytu we Lwowie. Dokonał restytucji administracji na terenach metropolii lwowskiej, które powróciły do Polski po zawarciu pokoju w Karłowicach z sułtanem Mustafą II, w województwach kijowskim i bracławskim oraz na terenie Podola. W 1700 roku administrując archidiecezją lwowską odegrał znaczącą rolę w nakłonieniu hierarchii prawosławnej lwowskiej do przystąpienia do Unii Brzeskiej.
Zmarł w 1717 roku (ostatnia wzmianka dotycząca Mrozowickiego w aktach lwowskich grodzkich pochodzi z 30 czerwca 1716 roku), jak napisał współczesny jemu duchowny „...przedwczesna śmierć pozbawiła Kościół wybitnego pasterza a Polskę światłego senatora”.

## Publikacje
- Messis oratoria e campo Eloquentiae collecta et in usum Poloniae Juventutis proposita anno ... 1668 in Collegio Leopoliensi S. J. scripta a Constantino Stanislao Mrozowicki, Lwów 1668
- Tribvnał Swiętych Oycow Greckich starszenstwo biskvpom rzymskim nad patriarchami wschodniemi przysądzaiący z Tribvnałv łacińskiego, Lwów 1692 (z Mikołajem Cichowskim i Teofilem Rutką)

## Wywód przodków
| 4. Jan Mrozowicki        |  |                      |  |  |                                   |
|                          |  | 2. Jerzy Mrozowicki  |  |  |                                   |
| 5. Zofia Raszowska       |  |                      |  |  |                                   |
|                          |  |                      |  |  | 1. Konstanty Stanisław Mrozowicki |
| 6. Łukasz Oleśnicki      |  |                      |  |  |                                   |
|                          |  | 3. Jadwiga Oleśnicka |  |  |                                   |
| 7. Katarzyna Podfilipska |  |                      |  |  |                                   |
|                          |  |                      |  |  |                                   |